# 房山县公署旧址
房山县公署旧址，位于北京市房山区城关街道福星家园社区，是原房山县公署的旧址。2012年被定为北京市房山区普查登记文物。

## 简介
据史书记载，金朝大定廿九年（1189年），今房山区始称万宁县。两年后更名为奉先县。因为县城西北有山似房屋之形，元朝至元（1290年）定名为房山县。据说在明朝将县尹改为知县。明、清时期，各种史书记载的曾在房山县城任知县的官吏约180多人，其中明朝任职的50余人，清朝任职的130人左右，还有些知县已不可考。
现存的房山县公署旧址为原房山县公署正厅（督捕厅）。据房山县公署旧址室内现代制作的匾额介绍，明、清房山县公署正厅创建自金元间。明朝洪武四年（1371年），主簿胡用宾主持扩建，使该公署成为门庑、厅堂、吏舍齐备的公署。后来又多次修葺。史籍未记录正厅的修缮历史，据藏在房梁上的两副木条额推断，可知明朝嘉靖十四年重修，中华民国年间又集资重建。
房山县公署旧址（即原房山县公署正厅）位于房山城关原中共房山区委办公楼前，坐北朝南，清水脊。面阔三间，灰色筒板合瓦，带有彩绘。柱高3.43米，柱形是圆形，下有覆盆式柱础。门窗为后来改建。
2012年，“房山县公署旧址”被列为北京市房山区普查登记文物。2013年1月立普查登记文物牌保护。
房山县公署旧址屋内，墙上嵌有四块石碑，均罩在玻璃框内，四块碑石分别为：顺天府涿州房山县李仁□□碑、种树记碑、新修大门照墙并栽种树株记碑、重兴县库记碑。
- 顺天府涿州房山县李仁□□碑：明朝嘉靖十三年（1534年）立。长方形，嵌在正厅东梢间东墙上。长1.30米，宽0.68米。残损非常严重，下半部字迹模糊。据残片称“□□吏部考最，蒙批知县李仁，绰有通□□”“敕命本职于嘉靖十三年陆旬任……”可知此碑是房山县知县李仁为感皇恩所记。李仁是山东宁海人，明朝嘉靖十三年（1534年）任房山县知县。
- 重兴县库记碑：清朝顺治二年（1645年）立。长方形，无座，嵌在正厅东墙上。长0.96米，宽0.67米。现存的碑文称：“国家税库藏专钱毂之司所以植□本钱□用也有□特其征□□其出入所以口有制郎□□也县之有……清顺治二年乙酉季春朔日动石。”“□知房山事三山张应召记。”张应召是福建福清人，清朝顺治元年任房山县知县。房山县库原址位于正厅西边，始建年代无考。据该碑文记载，明朝崇祯九年（1636年）后房山县库废弛，清朝顺治二年孟冬重建，不到一月落成。碑文还称：“则犹泉，取其流通灌输。故财不在官，则在民。泉流不患，其源易竭。”
- 种树记碑：清朝康熙三十三年（1694年）立。长方形，嵌在正厅东墙上。长1.08米，宽0.66米。碑文称：“衙署者仕宦之旅舍也居衙署而修葺栽培口居旅舍而栽培其为……清康熙三十三年岁在甲戊七月吉旦，文林郎知房山县事候稚主政加二级蜀营山罗在公题并书。”罗在公是四川营山人，清朝康熙三十年（1691年）任房山县知县。《房山县志》记载：“罗候治吾房七年，政绩茂著，颂声腾达，称畿县最。”碑文记载房山县公署夏季溽热时无处可避，惟有西轩古槐有荫凉，由此联想到前人栽树后人方得乘凉，乃作记于古槐旁，并在房山县公署二堂后院及居室后面栽种槐树、榆树。
- 新修大门照墙并栽种树株记碑：清朝乾隆五十八年（1793年）立。长方形，嵌在正厅西墙上。长0.90米，宽0.46米。碑文称：“衙署者仕宦之家园也其口视为口合漠不相关以致倾圮难堪……顺天府西路房山县……宋聚五□石并书大清乾隆五十八年岁次己末月朔日上浣毂旦。”

2012年，上述四碑分别以“李仁□□碑”、“重兴县库记碑”、“种树记碑”、“种树株记”之名，列为北京市房山区普查登记文物。

## 房山古县衙碑记
2006年3月，为纪念房山县公署，房山区城关街道办事处在房山美廉美商厦前树立了一块长方形汉白玉卧碑。碑下有底座。碑文为：

房山古县衙碑记

巍巍大房，圣水流长。京畿西南，人稠地广。物产丰盈，民风淳良。房山城关，古都名邑。商旅辐辏，财源汇聚。人气旺盛，名噪京西。
金大定廿九年（公元一一八九年）始建万宁县。春秋二度，更名奉先。县城西北，山形似房，至元二七（公元一二九〇年），定名房山。明清两代，屡有修葺。以石筑城，雉堞雄奇。南门迎恩，东门朝曦，西曰揽秀，北曰拱极。四门大开，官民安居。
新中国初，属河北省。一九五八，北京市辖，称周口店区。寒暑双载，复名房山。一九八七，改房山区。八百年来，物华天宝，人杰地灵，乃政治中枢，经济重心，文化中心。八年之前，区府东移。城关办事处以此为官署，顺应天时，巧借地利，各界同心，社会和谐，经济发展，百业兴旺。今秋办事处喜迁新址，于此兴建商厦。八百余年，古县衙必将更加繁华昌盛。
抚今追昔，感慨多方。福佑之地，立此碑记。皇天后土，荫庇故乡。在兹念兹，永世不忘。
房山区城关街道办事处

公元二零零六年三月

顾梦红撰文 卢景辉书丹